# Медіакратія
Медіакра́тія (від англ. mass media — ЗМІ і грец. kratos — влада) — вплив, влада засобів масової інформації. Термін означає явище, коли політичні рішення та дискусії, а також політична комунікація в сучасних демократіях відбуваються не в первинній політичній площині, а в інтересах засобів масової інформації. Незважаючи на подібність між поняттями четверта влада і медіакратія, між ними існують змістовні відмінності. Термін медіакратія залишається досі спірним, оскільки трактується різними авторами по-різному. Німецький політолог Томас Меєр (англ. Thomas Meyer) присвятив багато робіт тлумаченню цього терміна.

## Застосування терміна
За Меєром, медіакратія в порівнянні з медіадемократією (четвертою владою) означає значно більше, ніж дидактичне скасування частини слова демос (народ), а разом з тим позбавлення можливості для самовизначення (суверенітету) громадянина. Громадянин стає пасивним глядачем політичних дебатів у засобах масової інформації без можливості активного втручання, наприклад, спостерігаючи ток-шоу. Це вирішують замість глядача засоби масової інформації шляхом артикуляції і власного відбору.
Разом з втратою значення партій втрачається також і значення громадян. Таким чином, власне демократія співучасті перетворюється на уявну демократію споглядання.
Аналогічну критику засобів масової інформації можна знайти в праці Homo videns. La sociedad teledirigida Джованні Сарторі, представника демократичної теорії. Він критикує те, як базисні демократичні ідеї (участь, пряма демократія) представлені в сучасних засобах масової інформації. На його думку, в засобах масової інформації не реалізується принцип конкуренції, оскільки вони репрезентують приватні думки спонсорів і рекламодавців, а не глядачів.

## Суперечки
Основна скарга на теорію медіа-речовини полягає в тому, що дослідники, які підтримують теорію, значно завищують наслідки впливу засобів масової інформації. Шерон Мераз стверджує у своєму вивченні боротьби за "як думати": традиційні засоби масової інформації, соціальні мережі та видавати інтерпретацію, що через зростання фрагментації в контролі інформації в епоху Інтернету є "слабкий вплив елітних, традиційних ЗМІ як особлива влада в впливі на тлумачення питань у мережевому політичному середовищі". У своєму дослідженні Мераз ефективно показує, що нові технології зменшили силу медіа -еліт, що призвело до зниження гегемонічного рівня контролю, центрального для теорій більшості прихильників теорії медіапраї. Незалежно від того, чи це постійна зміна, чи тимчасовий результат нової технології, яка зрештою буде коопрована медіа-елітами, ще не визначена.